# Civitanova del Sannio
Civitanova del Sannio – miejscowość i gmina we Włoszech, w regionie Molise, w prowincji Isernia.
Według danych na rok 2004 gminę zamieszkiwało 949 osób, 17,3 os./km².